# Panna Fredda
Panna Fredda foi um grupo de rock progressivo italiano nascido em 1969 em Roma.

## História
O grupo nasce em Roma nos anos 1960 tocando na noite com o nome de I Figli del Sole, adquirindo sucessivamente o nome de Vun Vun, baseado no local onde se exibiam.
Graças a Roby Crispiano, em 1970, publicam o seu primeiro single Strisce Rosse/Delirio para a Vedette o seu primeiro single que permaneceu por quatro semanas no primeiro lugar da classificação de Bandiera Gialla, uma transmissão radiofônica. No mesmo ano sai o segundo single Una luce accesa troverai/Vedo lei.
Giorgio Brandi deixou o grupo para o serviço militar. Sucessivamente passou a fazer parte de I Cugini di Campagna. Carlo Bruno passou a tocar com outros grupos, enquanto Filippo Carnevale se casou, assim no Panna Fredda entraram Lino Stopponi, Pasquale Cavallo (Windy) e Roberto Balocco para a gravação do seu álbum Uno, que contudo não teve sucesso. Por isso, o grupo se desfez definitivamente.

## Formação
- Angelo Giardinelli: guitarra, voz (1969-1971)
- Giorgio Brandi: teclados, guitarra, voz (1969-1970)
- Lino Stopponi: teclados (1970-1971)
- Carlo Bruno: baixo (1969-1970)
- Pasquale Cavallo: baixo (1970-1971)
- Filippo Carnevale: bateria, guitarra (1969-1970)
- Roberto Balocco: bateria (1970-1971)

## Discografia

### Álbum
- 1971: Uno (Vedette)

### Singles
- 1970: Strisce rosse/Delirio (Vedette)
- 1970: Una luce accesa troverai/Vedo lei (Vedette)